# Marsdenia virgultorum
Marsdenia virgultorum är en oleanderväxtart som först beskrevs av Eugène Pierre Nicolas Fournier, och fick sitt nu gällande namn av Rothe. Marsdenia virgultorum ingår i släktet Marsdenia och familjen oleanderväxter. Inga underarter finns listade i Catalogue of Life.